# Вальехо, Ману
Мануэ́ль Хавье́р (Ману) Валье́хо Гальва́н (исп. Manuel Javier "Manu" Vallejo Galván; род. 14 февраля 1997, Чиклана-де-ла-Фронтера, Испания) — испанский футболист, вингер испанского клуба «Расинг».

## Клубная карьера
Вальехо — воспитанник клуба «Кадис». 13 января 2016 года в поединке Кубка Испании против «Сельты» Ману дебютировал за основной состав. 28 октября 2017 года в матче против «Райо Вальекано» он дебютировал в Сегунде. 27 октября 2018 года в поединке против «Луго» Ману забил свой первый гол за «лос пиратас». Летом 2019 года Вальехо перешёл в «Валенсию». Сумма трансфера составила 4,65 млн €.

## Международная карьера
В 2019 году Вальехо в составе молодёжной сборной Испании выиграл молодёжный чемпионат Европы в Италии. На турнире он принял участие в матче против команды Польши.

## Достижения
Испания (до 21)
- Победитель молодёжного чемпионата Европы: 2019